# Monster im Kopf
Monster im Kopf ist ein deutscher Kinofilm aus dem Jahr 2023. Regie führte Christina Ebelt. Die Hauptrolle „Sandra“ wird von Franziska Hartmann dargestellt. Des Weiteren sind unter anderem Slavko Popadic, Martina Eitner-Acheampong sowie Christian Erdmann zu sehen.
Nach Sterne über uns ist dieser Film bereits die zweite Zusammenarbeit von Ebelt und Hartmann.
Die Dreharbeiten fanden im Mai und Juni 2022 in Nordrhein-Westfalen und Baden-Württemberg statt.
Der Film wurde auf dem Filmfest München am 24. Juni 2023 uraufgeführt.
Für ihre Darstellung erhielt Franziska Hartmann 2024 den Deutschen Schauspielpreis in der Kategorie Dramatische Hauptrolle.

## Handlung
Sandra bringt ihre pflegebedürftige Mutter um, während sie sie in der Badewanne wäscht, weil sie nicht aufhört zu weinen. Sandra hatte ihrer Mutter zuvor mitgeteilt, dass sie schwanger ist. In Rückblenden zwischen Ereignissen im Justizvollzug – Sandra wurde inhaftiert und wird streng überwacht – entsteht allmählich ein Persönlichkeitsbild der Frau.

## Preise & Auszeichnungen
- 2023: Biberacher Filmfestspiele - Gewinner in Kategorie „Bester Film“[3]
- 2023: Filmz - Festival des deutschen Kinos - Gewinner in Kategorie „Spielfilm Lang“
- 2023: Filmfest München - Nominiert „Förderpreis Neues Deutsches Kino - Regie“[4]
- 2023: Filmfest München - Nominiert „Förderpreis Neues Deutsches Kino - Drehbuch“[4]
- 2023: Filmfest München - Nominiert „Förderpreis Neues Deutsches Kino - Produzentische Leistung“[4]